# America First Field
L'America First Field, fins 2022 anomenat Rio Tinto Stadium, és un estadi de futbol de Sandy, dins de l'àrea metropolitana de Salt Lake City a l'estat d'Utah, Estats Units. Va canviar de nom a la demanda del principal esponsor America First Credit Union.
És la seu del Real Salt Lake, club de la Major League Soccer.
L'estadi fou inaugurat el 9 d'octubre de 2008 i té una capacitat de 20.000 espectadors. Va costar 115 milions de dòlars.